# Respect (film, 2007)
Pour les articles homonymes, voir Respect (homonymie) et Pride (homonymie).
Pour plus de détails, voir Fiche technique et Distribution.
Respect (Pride) est un film américain réalisé par Sunu Gonera, sorti en 2007.

## Synopsis
L'histoire vraie de l'entraineur de natation Jim Ellis qui reprend une équipe à problèmes à Philadelphie.

## Fiche technique
- Titre : Respect
- Titre original : Pride
- Réalisation : Sunu Gonera
- Scénario : Kevin Michael Smith, Michael Gozzard, J. Mills Goodloe et Norman Vance Jr.
- Musique : Aaron Zigman
- Photographie : Matthew F. Leonetti
- Montage : Billy Fox
- Production : Lex Breweur, Brett Forbes, Paul Hall, Michael Ohoven, Patrick Rizzotti et Adam Rosenfelt
- Société de production : Cinered Internationale Filmproduktionsgesellschaft, Cinerenta Medienbeteiligungs, Element Films, Fortress Features, L.I.F.T. Production, Lionsgate et Paul Hall Productions
- Société de distribution : Lionsgate (États-Unis)
- Pays de production :  États-Unis et  Allemagne
- Genre : Drame et biopic
- Durée : 109 minutes
- Dates de sortie : 
  - États-Unis : 23 mars 2007

## Distribution
- Terrence Howard : Jim Ellis
- Bernie Mac : Elston
- Kimberly Elise : Sue Davis
- Tom Arnold : Bink
- Brandon Fobbs : Puddin Head
- Alphonso McAuley : Walt
- Regine Nehy : Willie
- Nate Parker : Hakim
- Kevin Phillips : Andre
- Scott Eastwood : Jake
- Evan Ross : Reggie
- Gary Anthony Sturgis : Franklin
- Jesse Moore : Artrell, le père de Willie
- Carol Sutton : Ophelia, la mère d'Andre

## Distinctions
Le film a reçu deux nominations aux NAACP Image Awards dans la catégorie Meilleur réalisateur et la catégorie Meilleur acteur pour Terrence Howard.